# Nor-Am Cup 1994
La Nor-Am Cup 1994 fu la 19ª edizione della manifestazione organizzata dalla Federazione Internazionale Sci.
In campo maschile il canadese Thomas Grandi si aggiudicò sia la classifica generale sia quella di slalom gigante; il suo connazionale Roman Torn vinse quella di discesa libera, lo statunitense Daron Rahlves quella di supergigante e il canadese Rob Crossan quella di slalom speciale. Grandi era il detentore uscente della Coppa generale.
In campo femminile la statunitense Anne-Lise Parisien si aggiudicò sia la classifica generale, sia quelle di slalom gigante e di slalom speciale; le sue connazionali Kjersti Bjorn-Roli e Shannon Nobis vinsero rispettivamente quella di discesa libera e di supergigante. La statunitense Kristi Terzian era la detentrice uscente della Coppa generale.